# James McHenry
Pour les articles homonymes, voir McHenry.
 (mars 2017).
Si vous disposez d'ouvrages ou d'articles de référence ou si vous connaissez des sites web de qualité traitant du thème abordé ici, merci de compléter l'article en donnant les références utiles à sa vérifiabilité et en les liant à la section « Notes et références ».
James McHenry, né le 16 novembre 1753 à Ballymena dans le Royaume d'Irlande et mort le 3 mai 1816 à Baltimore (Maryland), est un homme politique américain né irlandais, l'un des signataires de la Constitution des États-Unis.
Médecin militaire au cours de la guerre d'indépendance des États-Unis, il est stationné en Pennsylvanie mais capturé puis relâché à la fin du conflit. Il est délégué au Congrès continental pour le Maryland, il est le troisième secrétaire à la Guerre des États-Unis entre le 27 janvier 1796 et le 13 mai 1800, durant les présidences de George Washington et de John Adams. Il donne son nom au Fort McHenry.